# Laura Birn
Laura Eveliina Birn (Helsinki, 25 aprile 1981) è un'attrice finlandese, vincitrice del premio Jussi nel 2013.

## Biografia
È famosa per le sue apparizioni nel film del 2003 Helmiä ja sikoja al fianco di Mikko Leppilampi e in particolare nel suo ruolo nel film del 2005 Lupaus. Negli Stati Uniti è nota per il suo ruolo di contorno nel film finlandese Joulutarina e A Walk Among the Tombstones.
Sa parlare bene il finlandese, inglese, portoghese e spagnolo.
La sua interpretazione nel film Purge le ha valso una nomination per il Satellite Award per la miglior attrice e la vittoria al Jussi Award nella categoria Miglior attrice protagonista. 
Nella serie TV Fondazione interpreta il personaggio di Eto Demerzel.

## Filmografia parziale
- Stripping (2002)
- Pearls and Pigs (2003)
- Promise (2005)
- Joulutarina (2007)
- 8 Days to Premiere (8 päivää ensi-iltaan, 2008)
- Rally On! (2008)
- Must Have Been Love (2012)
- August Fools (2012)
- Naked Harbour (2012)
- Purge (2012)
- Heart of a Lion (2013)
- August Fools (2013)
- La preda perfetta (2014)
- Helsinki Edestä (2014)
- I nuovi vicini (The Ones Below), regia di David Farr (2015)
- The Girl King (2015)
- Armi elää! (2015)
- The Crow - Il corvo  (The Crow), regia di Rupert Sanders (2024)

## Televisione
- Tuulikaappimaa (2003)
- Jumalan kaikki oikut (2006)
- Karjalan kunnailla (2007-2012)
- Onnela (2018)
- The Innocents – serie TV, 8 episodi (2018-in corso)
- Fondazione – serie TV (2021)

## Doppiatrici italiane
Nelle versioni in italiano delle opere in cui ha recitato, Laura Birn è stata doppiata da:
- Benedetta Degli Innocenti in I nuovi vicini
- Stella Musy in The Innocents
- Elisa Carucci in Fondazione
- Claudia Catani in The Crow - Il corvo